# ائتلاف شباب ثورة 14 فبراير
ائتلاف شباب ثورة 14 فبراير أو «الائتلاف» كما يشار له محليًا هي حركة سياسية بحرينية، يقف خلفها أشخاص مجهولون، ظهرت الحركة للمرة الأولى على منتدى بحرين أون لاين المؤيد للديمقراطية في البحرين على الإنترنت، بدأت صفحة الفيسبوك الخاصة بهم في نيسان 2011 حيث لديهم 58699 إعجاب (اعتبارًا من يناير 2013)، هذه هي صفحة الفيسبوك الرئيسية التي تدعو إلى مظاهرات واحتجاجات يومية، كان واحد من أول المجموعات الفرعية يسمى 14 فبراير الشبابية وراء الدعوة لمظاهرات يوم 14 فبراير 2011، واسمه «يوم الغضب»، وتطورت لاحقًا إلى انتفاضة.
وبعد ان تم قتل واعتقال المتظاهرين من الدوار من قبل رجال الأمن، في 2017 تم تصنيف الجماعة كمنظمة إرهابية حسب البحرين والسعودية والإمارات ومصر.

## مكونات
معظم الشبان في الائتلاف أعضاء في مجتمعات وتحركات سياسية، يتواصلون عبر شبكة الإنترنت والشبكات الاجتماعية، وقد انظم إليهم كثير من طلاب المدارس الثانوية وطلاب الجامعات، ويعتبر حراكهم استمرارًا للانتفاضة الشعبية التي اندلعت في البحرين في مارس عام 1965 ضد الاستعمار البريطاني وحلفائه، كان هناك فكرة لانتخاب قيادة الائتلاف مع عدد المقاعد المحددة للشيعة والسنة، والرجال والنساء، ومع ذلك تم استبعاد هذه الفكرة بسبب المخاوف من خلق المحاصصة الطائفية كما هو الحال في العراق ولبنان، تم استبدال الانتخابات دون تحديد مقاعد للطوائف.
قبل مداهمة الشرطة لبحث دوار اللؤلؤة يوم 16 مارس كان هناك العديد من المجموعات التي تحارب معًا بعد الهجوم لتشكيل ائتلاف شباب ثورة 14 فبراير، وهم:

14 فبراير الشبابية.

14 فبراير العلماء.

14 فبراير مركز وسائل الإعلام.

14 فبراير الليبراليين.

14 فبراير شهداء.

شباب من ساحة الشهداء.

والآخرين.

## دور خلال الانتفاضة
المطالب السياسية

قبل بدء الانتفاضة، دعى الائتلاف من أجل الإصلاح السياسي إلى إقامة ملكية دستورية حقيقية التي تنص على ميثاق العمل الوطني، ومع ذلك، هجمت الشرطة قبل الفجر على المتظاهرين في دوار اللؤلؤة في 17 فبراير شباط مما أسفر عن 4 وفيات و100s من الإصابات، وذهب الطلب للدعوة إلى سقوط النظام،
واحد من المطالب الرئيسية للائتلاف من حق تقرير المصير.

العلاقة مع الحركات الشبابية الأخرى

الائتلاف تبقي علاقة وثيقة مع حركات شبابية أخرى مثل حركة شباب 14 فبراير وعادةً ما دعم الجدول الزمني احتجاج بعضهم البعض، على سبيل المثال عندما سئل فبراير حركة شباب 14 المتظاهرين للمشاركة في طوق الكرامة، والائتلاف يؤيد ذلك، تدعو إلى مشاركة واسعة، في وقت لاحق بعد اسبوعين أنشئ التفاهم مع شهر شباط حركة شباب 14 لتغيير الأسم احتجاجًا على تسونامي المنامة والذي تم تنظيمه بشكل كامل من قبل قوات الائتلاف.

رأي حول «حوار وطني»

يوم 31 مايو، دعا ملك البحرين حمد بن عيسى آل خليفة، لإجراء حوار وطني لحل الخوف المستمرة، ومع ذلك خطورة وفعالية الحوار قد شكك من قبل العديد من شخصيات المعارضة - وقد تم حتى أحالته إلى استخفافا بأنها «لغو غرفة».
وقال الائتلاف: «لا توجد وسيلة بالنسبة لنا لقبول حوار غير متوازن يفتقر جميع الضمانات، ونحن نرى هذا الحوار كأداة وسائل الاعلام والذي يهدف النظام إلى الحد من شدة الضغوط الشعبية والدولية».

رأي حول 2011 من قبل الانتخابات الفرعية

عقد انتخابات برلمانية فرعية في البحرين يوم 24 سبتمبر 2011 بعد انسحاب 18 عضوا من أعضاء أكبر حزب سياسي في البرلمان، احتجاجًا على الإجراءات الحكومية خلال الانتفاضة البحرينية (2011 إلى الوقت الحاضر).
رحب الائتلاف والوفاق وغيرها من الجمعيات المعارضة قرار بمقاطعة انتخابات برلمانية فرعية لملء مقاعدها ودعاهم إلى التمسك بالسياسان الثورية.

## سبب تنفيذ حركة 14 فبراير
تم تنفيذ حركة 14 فبراير بسبب تعديل الملك حمد على دستور مملكة البحرين وكانت التعديلات الدستورية في تاريخ 14/2/2002.